# Le Coyote (film, 2022)
 (juin 2023).
La mise en forme du texte ne suit pas les recommandations de Wikipédia : il faut le « wikifier ».
Les points d'amélioration suivants sont les cas les plus fréquents. Le détail des points à revoir est peut-être précisé sur la page de discussion.
- Les titres sont pré-formatés par le logiciel. Ils ne sont ni en capitales, ni en gras.
- Le texte ne doit pas être écrit en capitales (les noms de famille non plus), ni en gras, ni en italique, ni en « petit »…
- Le gras n'est utilisé que pour surligner le titre de l'article dans l'introduction, une seule fois.
- L'italique est rarement utilisé : mots en langue étrangère, titres d'œuvres, noms de bateaux, etc.
- Les citations ne sont pas en italique mais en corps de texte normal. Elles sont entourées par des guillemets français : « et ».
- Les listes à puces sont à éviter, des paragraphes rédigés étant largement préférés. Les tableaux sont à réserver à la présentation de données structurées (résultats, etc.).
- Les appels de note de bas de page (petits chiffres en exposant, introduits par l'outil «  Source ») sont à placer entre la fin de phrase et le point final[comme ça].
- Les liens internes (vers d'autres articles de Wikipédia) sont à choisir avec parcimonie. Créez des liens vers des articles approfondissant le sujet. Les termes génériques sans rapport avec le sujet sont à éviter, ainsi que les répétitions de liens vers un même terme.
- Les liens externes sont à placer uniquement dans une section « Liens externes », à la fin de l'article. Ces liens sont à choisir avec parcimonie suivant les règles définies. Si un lien sert de source à l'article, son insertion dans le texte est à faire par les notes de bas de page.
- La présentation des références doit suivre les conventions bibliographiques. Il est recommandé d'utiliser les modèles {{Ouvrage}}, {{Chapitre}}, {{Article}}, {{Lien web}} et/ou {{Bibliographie}}. Le mode d'édition visuel peut mettre en forme automatiquement les références.
- Insérer une infobox (cadre d'informations à droite) n'est pas obligatoire pour parachever la mise en page.

Pour une aide détaillée, merci de consulter Aide:Wikification.
Si vous pensez que ces points ont été résolus, vous pouvez retirer ce bandeau et améliorer la mise en forme d'un autre article.
Le Coyote (en anglais Coyote) est un film dramatique canadien, réalisé par Katherine Jerkovic et sorti en 2022. Le film met en vedette Jorge Martinez Colorado (en) dans le rôle de Camilo, un immigrant mexicain qui tente de reconstruire sa vie de chef au Québec, lorsque sa fille adulte Tania (Eva Avila) lui demande de s'occuper de son fils (Enzo Desmeules Saint-Hilaire) pendant qu'elle suit une énième cure de désintoxication.
Le Coyote est entré en production à l'automne 2021. Le film a eu sa première internationale au Festival international du film de Toronto 2022 le 11 septembre 2022, dans la section Contemporary World Cinema. Il a ensuite été projeté en compétition au Festival du film de Whistler 2022, où il a remporté le prix du meilleur film de la compétition Borsos et celui de la meilleure performance (Martinez Colorado). Le film a eu sa première américaine en compétition au Festival international du film de Santa Barbara et il a reçu le prix du meilleur long métrage narratif et du meilleur acteur (Jorge Martinez Colorado) au Brooklyn Film Festival.